# Georg Brintrup
Georg Brintrup (* 25. Oktober 1950 in Münster) ist ein deutsch-italienischer Filmemacher und Drehbuchautor. Zu seinen bekannteren Werken gehören literarische und musikalische Filmessays und Filmbiografien. Er arbeitet hauptsächlich in Italien und Brasilien, aber auch in Deutschland und den Vereinigten Staaten. Seit 2015 besitzt er neben der deutschen die italienische Staatsangehörigkeit.

## Leben
Brintrup drehte Ende der 1960er und Anfang der 1970er Jahre Undergroundfilme. Einige dieser Filme wurden im Rahmen von Inszenierungen im Stadttheater Münster gezeigt. Danach studierte er Publizistik, Kommunikationswissenschaften und Romanistik an der Westfälischen Wilhelms-Universität Münster. Ab 1973 studierte er Film und Medienwissenschaft am I.S.O.P. in Rom. Seine Abschlussarbeit war der Kurzfilm Meine Wunder, der 1978 bei den Internationalen Kurzfilmtagen in Oberhausen gezeigt wurde. Im Jahr 1975 drehte er seinen ersten Langfilm Spielregel für einen Wiedertäuferfilm, der ein immer wiederkehrendes Prinzip zum Thema hat: Wird eine friedliche politische oder soziale Bewegung unterdrückt, führt das zum Radikalismus, wird die Bewegung gar in die geistige Isolation getrieben, entstehen Fanatismus und Terrorismus. Der Film lief 1977 beim International Film Festival Rotterdam und im Forum des Jungen Deutschen Films bei den 27. Internationalen Filmfestspielen Berlin.
Im Jahre 1978 schrieb Brintrup seinen ersten „Hörfilm“ für den Südwestfunk Baden-Baden: Allein mit meinem Zauberwort. Diese Form des Hörspiels steht in der Tradition der Hörfilme von Max Ophüls und hat nichts mit der heute üblichen Konnotation dieser Hörspielform, Audiodeskription, zu tun. Klänge, Töne, Musik und Sprache werden gleichberechtigt nebeneinander behandelt und eingesetzt. Insgesamt schrieb Brintrup 30 Hörfilme für verschiedene Rundfunkanstalten in Deutschland.
Er drehte 1979 mit Ich räume auf nach der gleichnamigen Streitschrift der expressionistischen Dichterin Else Lasker-Schüler sein erstes filmisches Essay fürs Fernsehen. Der Film hat die Form der Ausbeutung und Korruption von ästhetischer Produktion zum Thema. Mit dem Film Poemi Asolani drehte er 1985 seinen ersten Musikfilm, der auch als „Musical ohne Gesang“ bezeichnet wurde und mehrere Auszeichnungen erhielt. In den 1990er und 2000er Jahren entwickelte er die Form des Musikfilm-Essays kontinuierlich weiter. Auch dabei wurden – wie bei den Hörfilmen – Bild, Gestik, Musik, Sprache und Geräusche gleichberechtigt nebeneinander behandelt und eingesetzt. Brintrups Stil, seine „musikalischen Augen“ und „sehenden Ohren“ unterscheidet sich insofern von anderen Filmessayisten.
In den 1990er Jahren drehte er neben den italienischen Musikfilmen Raggio di Sole und Luna Rossa eine umfassende Musik-Trilogie in Brasilien. Der erste dieser Filme, Symphonia Colonialis, hat die Entstehung der weitgehend unbekannten brasilianischen Barockmusik zum Thema. Im zweiten Film, O Trem Caipira, wird kein Wort gesprochen. „Rein brasilianische“ Musik, von Itiberê da Cunha über Heitor Villa-Lobos zu Radamés Gnattali, kommentiert Bilder aus dem brasilianischen Alltag und legt dabei ihre eigenen akustischen Ursprünge offen. Der dritte Film der Trilogie, Trommler und Götter, dringt in die musikalische Psyche des Brasilianers ein. Ein Blinder und ein Straßenjunge streifen durch die Stadt Salvador (Bahia) auf der Suche nach dem Ur-Klang.
Zuletzt drehte Brintrup die Musikfilme Palestrina – Fürst der Musik (2009) und Santini’s Netzwerk (2013), in denen Alte Musik eine besondere Rolle spielt, und in denen die Polyphonie wie das Zusammenspiel einzelner, in sich unabhängiger Stimmen bildlich dargestellt wird, wie Planeten, die, in sich zwar eigenständig, trotzdem einer höheren Ordnung des Universums folgen müssen.
Brintrup ist Mitglied der Europäischen Filmakademie.

## Filmographie (Auswahl)
B = Drehbuch, R = Regie, P = Produktion
- 1973: Il parco (Italien) (B, R, P)
- 1975: Spielregel für einen Wiedertäuferfilm (Italien/BRD) (B, R, P)
- 1976: Meine Wunder (Italien/BRD) (B, R, P)
- 1979: Ich räume auf (BRD) (B, R)
- 1981: Penn’a Du (USA) (B, R)
- 1983: Strada Pia (Italien) (B, R, P)
- 1985: Poemi Asolani (Italien) (B, R, P)
- 1986: Monalisa, (fünf Porträts), (Italien) (B, R, P)
- 1989: Deruta oder der Stein der Weisen(Italien) (B, R, P)
- 1991: Symphonia Colonialis (Brasilien)(B, R, P)
- 1994: O Trem Caipira (Brasilien) (B, R, P)
- 1996: Ein Sonnenstrahl (Italien) (B, R, P)
- 1998: Luna Rossa (Italien) (B, R, P)
- 2000–2007: Enzo Cucchi (Italien) (B, R, P)
- 2001: Trommler und Götter (Brasilien) (B, R)
- 2002: Viva! La banda und La banda (Italien) (B, R)
- 2004: Sommer Musik (Italien) (B, R)
- 2009: Palestrina – Fürst der Musik (Italien) (B, R)
- 2011: Palazzo Ricci (Italien) (B, R)
- 2013: Santini’s Netzwerk (Deutschland/Italien) (B, R)

## Darsteller
- Klassenverhältnisse von Jean-Marie Straub und Danièle Huillet (1983)
- Der Tod des Empedokles von Jean-Marie Straub und Danièle Huillet (1986)

## Hörspiele (Auswahl)
- 1978: Allein mit meinem Zauberwort
- 1980: Ich sterbe am Leben und atme im Bild wieder auf
- 1982: Bis wohin reicht mein Leben
- 1986: Pausen des Schweigens
- 1988: Bis ich Geist bei Geistern werde
- 1990: Nicht ich habe Angst – die Angst hat mich
- 1991: Die akzeptierte Tragödie
- 1992: Lässt sich Natur des Schleiers nicht berauben
- 1993: Die ganze Stadt gehört Oxum
- 1994: Losgelöst von allen Wurzeln
- 1994: Die zweisprachige Liebe
- 1995: Wo die Worte aufhören
- 1995: Die am Erfolg scheitern
- 1996: Amor Mundi
- 1997: Die Liebe zum Lebendigen
- 1998: Die Wiederentdeckung Amerikas
- 1999: Ich bin wohl gar verrückt
- 1999: Die Macht der Mutter – Sprache
- 2000: Dem Leben den Stachel nehmen
- 2001: Spuren erzeugen Träume
- 2004: Insel der schlafenden Riesen
- 2005: Die Unruhe im Herzen wachhalten